# イオンモール福津

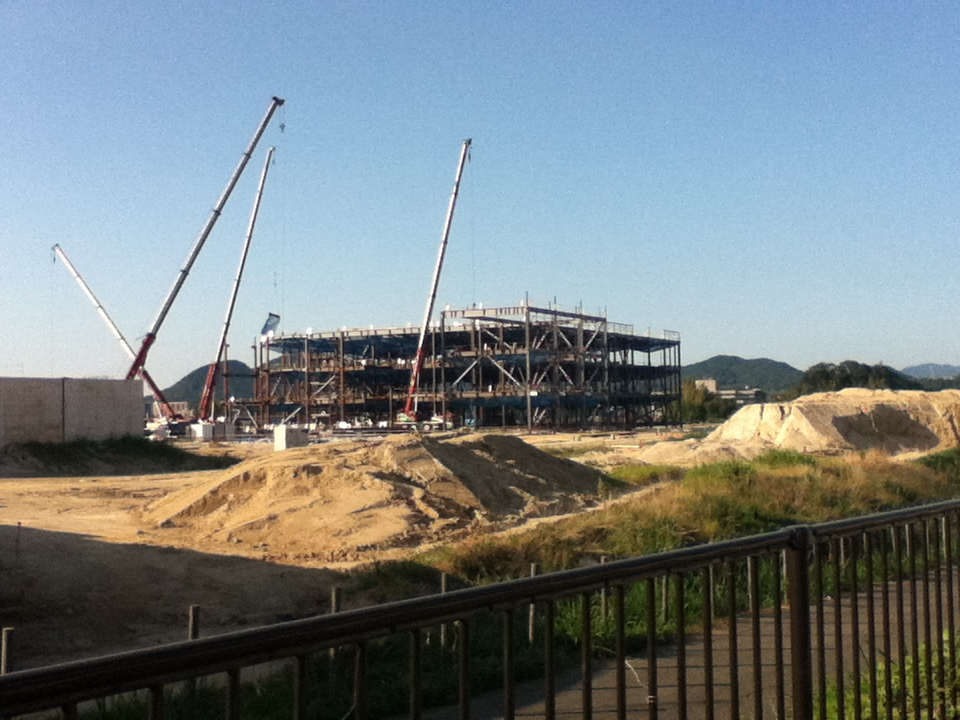
建設中の店舗

イオンモール福津（イオンモールふくつ）は、福岡県福津市日蒔野六丁目にあるショッピングセンターである。2012年4月26日開業。鹿児島本線福間駅より直線距離で約1km程度離れた福間駅東土地区画整理事業地内にあり、イオンモールの標準形態である2核1モール型の店舗でもある。
なお、1982年9月までは福岡ジャスコ（当時）のジャスコ福間店が存在したため、イオン九州のGMS店舗としては店舗ブランドや店舗名は違うが、約30年ぶりに福津市（旧福間町）へ再進出することとなった。

## テナント
出店全店舗一覧は公式サイト「ショップリスト」を参照。

## 交通機関
- 西鉄バス・赤間急行

天神方面行 データイムを中心にイオンモール福津前を経由。一部の便は通過する。
赤間方面行 全ての便がイオンモール福津前・上西郷停車する。
- JR九州バス

福間駅（さいごう口）→イオンモール福津→福間駅の循環シャトルバスがある（有料/170円）※主要停留所のみ掲載。
- ふくつミニバス

- 宮若市コミュニティバス 福間線

### 廃止された交通機関
- 福間駅（みやじ口） - イオンモール福津 - 福丸 - 宮田町 - 直方駅 で運行している路線バスがある。※主要停留所のみ掲載。
  - 2019年9月末に廃止されている

## その他
- うえやまとち作のイオンモール福津はじめ、福津の名所を紹介する福津市在住の設定の間崎ファミリーが料理を披露する「福津のパクパク散歩」が2階に展示してあった。